# جنگل پسته
جنگل پسته یکی از انواع جنگل‌های جهان است که شامل درختان پسته وحشی و درختان پیوند زده پسته‌است. بخش وسیع کوه دامنه‌های نواحی شمال شرق و شمال غرب افغانستان در ولایات بدخشان، تخار، بغلان، سمنگان، فاریاب، بادغیس و هرات به شکل خودروی در حدود 450 هزار هکتار پسته زار روییده است که ادامه آن به ترکمنستان و  منطقه سرخس ایران کشیده شده‌است. بذرهای پسته وحشی متنوع و عمدتا در برابر شرایط سخت اقلیمی مقاوم‌اند. پسته موسوم به پرورشی را روی درخت بنه نیز پیوند می زنند.
بر اساس آمارهای موجود در حال حاضر سطح زیر کشت پسته ایران ۴۴۰ هزار هکتار است که استان کرمان با بیش از ۳۰۰ هزار هکتار به عنوان مهم‌ترین منطقه پسته کاری ایران و جهان محسوب می‌شود. درختان پسته در استان کرمان در منطقه وسیعی از سیرجان تا زرند و از رفسنجان تا نزدیکی یزد امتداد دارد. علاوه بر استان کرمان در مناطق دیگر حاشیه کویر مرکزی ایران مانند دامغان، و خراسان و حتی استان گلستان نیز مناطق قابل توجهی زیر کشت پسته قرار دارد.
بخش مهمی از جنگل پسته‌های وحشی ایران در منطقه سرخس در شمال شرقی ایران واقع است. دوستداران محیط زیست می‌گویند اجرای عملیات اکتشاف گاز و نفت در سرخس مهم‌ترین جنگل‌های پسته وحشی ایران در معرض خطر قرار داده‌است.